# Период Адзути-Момояма
Период Адзути-Момояма (яп. 安土桃山時代 адзути-момояма дзидай) — период в японской истории с 1568/1573 по 1600/1603 года. Название эпохи происходит от названий за́мков Адзути (префектура Сига) и Момояма (Киото).
Эпоха Адзути-Момояма положила конец феодальной раздробленности Японии периода Сэнгоку. Этот процесс связан с именами Оды Нобунаги, Тоётоми Хидэёси и Токугавы Иэясу, вошедшими в историю как «три объединителя Японии».
Хотя часто указывается дата начала 1573 года, этот период в более широком смысле начинается с вступления Нобунаги в Киото в 1568 году, когда он привёл свою армию в столицу империи, чтобы установить Асикагу Ёсиаки в качестве 15-го и окончательного сёгуна сёгуната Асикага. Эпоха длится до прихода к власти Токугавы Иэясу после его победы над сторонниками клана Тоётоми в битве при Сэкигахаре в 1600 году.
Битва при Сэкигахаре и победа клана Токугава ознаменовали начало эпохи Эдо и авторитарного правления сёгуната Токугава над объединённой страной.
Название этого периода взято из двух замков: замка Адзути Нобунаги (в Адзути, Сига) и замка Момояма Хидэёси (также известного как замок Фусими, в Киото). Период Сёкухо (яп. 織豊時代 Shokuhō jidai), термин, используемый в некоторых японских текстах, сочетает китайские чтения первых иероглифов фамилий двух полководцев: сёку (織) от фамилии Ода (織田) и хо (豊) от фамилии Тоётоми (豊臣).

## Ода Нобунага
В течение последней половины XVI века ряд даймё стали достаточно сильными, чтобы либо манипулировать сёгунатом Асикага в своих собственных интересах, либо свергнуть его полностью. Одна из попыток свергнуть бакуфу (японское название сёгуната) была предпринята в 1560 году Имагавой Ёсимото, чей поход к столице завершился смертью полководца от рук Оды Нобунаги в битве при Окэхадзаме. В 1562 году клан Токугава, находившийся к востоку от территории Нобунаги, стал независимым от клана Имагава и объединился с Нобунагой. Восточная часть территории клана Нобунаги оставалась независима. Нобунага двинул свою армию на запад. В 1565 году союз кланов Мацунага и Миёси предпринял попытку государственного переворота, убив Асикагу Ёситэру, 13-го сёгуна Асикага. Однако внутренние распри не позволили им быстро узаконить свои притязания на власть, и только в 1568 году им удалось назначить следующим сёгуном двоюродного брата Ёситэру, Асикагу Ёсихидэ. Однако неспособность войти в Киото и добиться признания со стороны императорского двора поставила преемника под сомнение, и группа вассалов бакуфу во главе с Хосокавой Фудзитакой вела переговоры с Нобунагой, чтобы заручиться поддержкой младшего брата Ёситэру, Ёсиаки.
Нобунага, который в течение многих лет готовился именно к такой возможности, заключив союз с кланом Адзаи в северной провинции Оми, а затем завоевав соседнюю провинцию Мино, теперь двинулся в сторону Киото. Разгромив клан Роккаку в южной Оми, Нобунага вынудил Мацунагу капитулировать, а Миёси отступить в Сетцу. Затем он прибыл в столицу, где успешно добился признания императора для Ёсиаки, который стал 15-м и последним сёгуном Асикага.
Однако Нобунага не собирался служить сёгунату Муромати, а вместо этого сосредоточил всё своё внимание на том, чтобы усилить свою власть в регионе Кинай. Сопротивление в виде соперничающих даймё, непримиримых буддийских монахов и враждебных торговцев было быстро и безжалостно подавлено, в результате Нобунага быстро приобрёл репутацию жестокого противника. В поддержку своих политических и военных шагов он провёл экономическую реформу, устранив барьеры для торговли путём отмены традиционных монополий, удерживаемых храмами и гильдиями, и поощряя инициативу путём создания свободных рынков, известных как ракуити (яп. 楽市), а также свободных гильдий, ракудза (яп. 楽座)
Новоиспечённый сёгун Асикага Ёсиаки также крайне настороженно относился к своему могущественному номинальному слуге Нобунаге и немедленно начал строить против него заговоры, образовав широкий союз почти всех даймё, примыкающих к царству Ода. Сюда входили близкий союзник Ода и его зять Адзаи Нагамаса, в высшей степени могущественный Такэда Сингэн, а также воины-монахи из буддистского монастыря секты Тэндай на горе Хиэй близ Киото. Монастырь стал первой крупной жертвой этой войны, Нобунага разрушил его до основания. Армия Оды увязла в боях, Такэда Сингэн собрал остальные войска, которые тогда считались самой мощной армией в Японии, и двинулся к родной базе Оды в Овари, легко сокрушив молодого союзника Нобунаги и будущего сёгуна Токугаву Иэясу в битве при Микатагахаре.

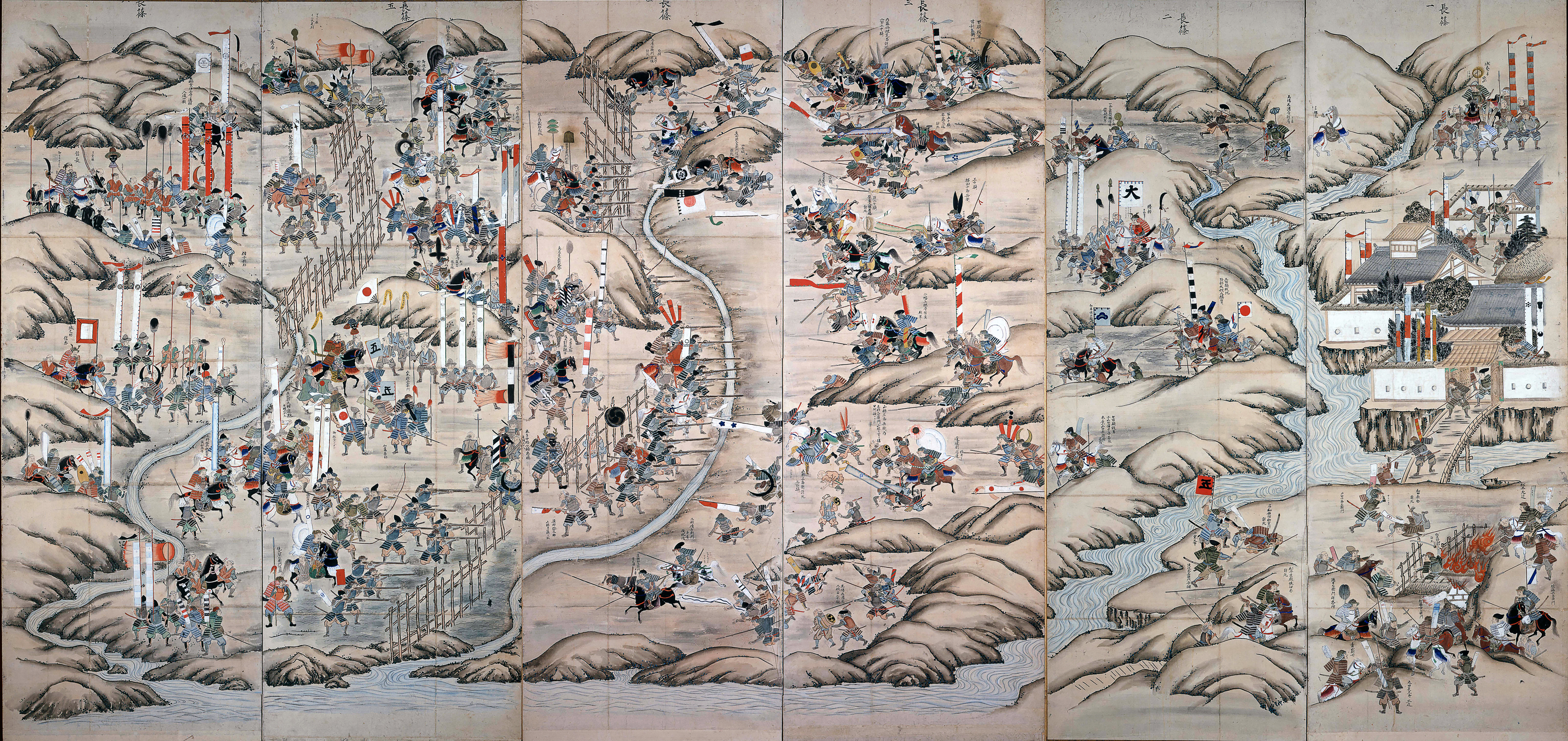
Битва при Нагасино

Однако когда армия Такэды была на грани уничтожения союза Ода-Токугава, Такэда Сингэн внезапно погиб при загадочных обстоятельствах. Многочисленные предположения о его кончине включают смерть на поле боя от стрелы меткого лучника, убийство ниндзя и рак желудка. Внезапно потеряв своего талантливого лидера, армия Такэды быстро отступила назад на свою родную базу в провинции Каи, и Нобунага спасся от гибели.
Со смертью Такэды Сингэна в начале 1573 года коалиция, собранная Асикагой Ёсиаки против Нобунаги, быстро распалась, поскольку Нобунага быстро разрушил Союз клана Асакура и кланов Адзаи, угрожавших его северному флангу, и вскоре после этого изгнал самого сёгуна из Киото.
Даже после смерти Сингэна осталось несколько даймё, достаточно могущественных, чтобы противостоять Нобунаге. Но ни один из них не был расположен достаточно близко к Киото, чтобы представлять политическую угрозу, поэтому казалось, что объединение под знаменем Оды было лишь вопросом времени.
Врагами Нобунаги были не только другие даймё, но и приверженцы буддийской секты Дзёдо-синсю, которые посещали Икко-икки, во главе с Кеннё. Он выдерживал атаки Нобунаги в течение десяти лет. Нобунага изгнал Кеннё на одиннадцатый год, но из-за бунта, вызванного Кеннё, территория Нобунаги приняла на себя основную часть ущерба. Эта долгая война называлась войной Исияма Хонган-дзи.

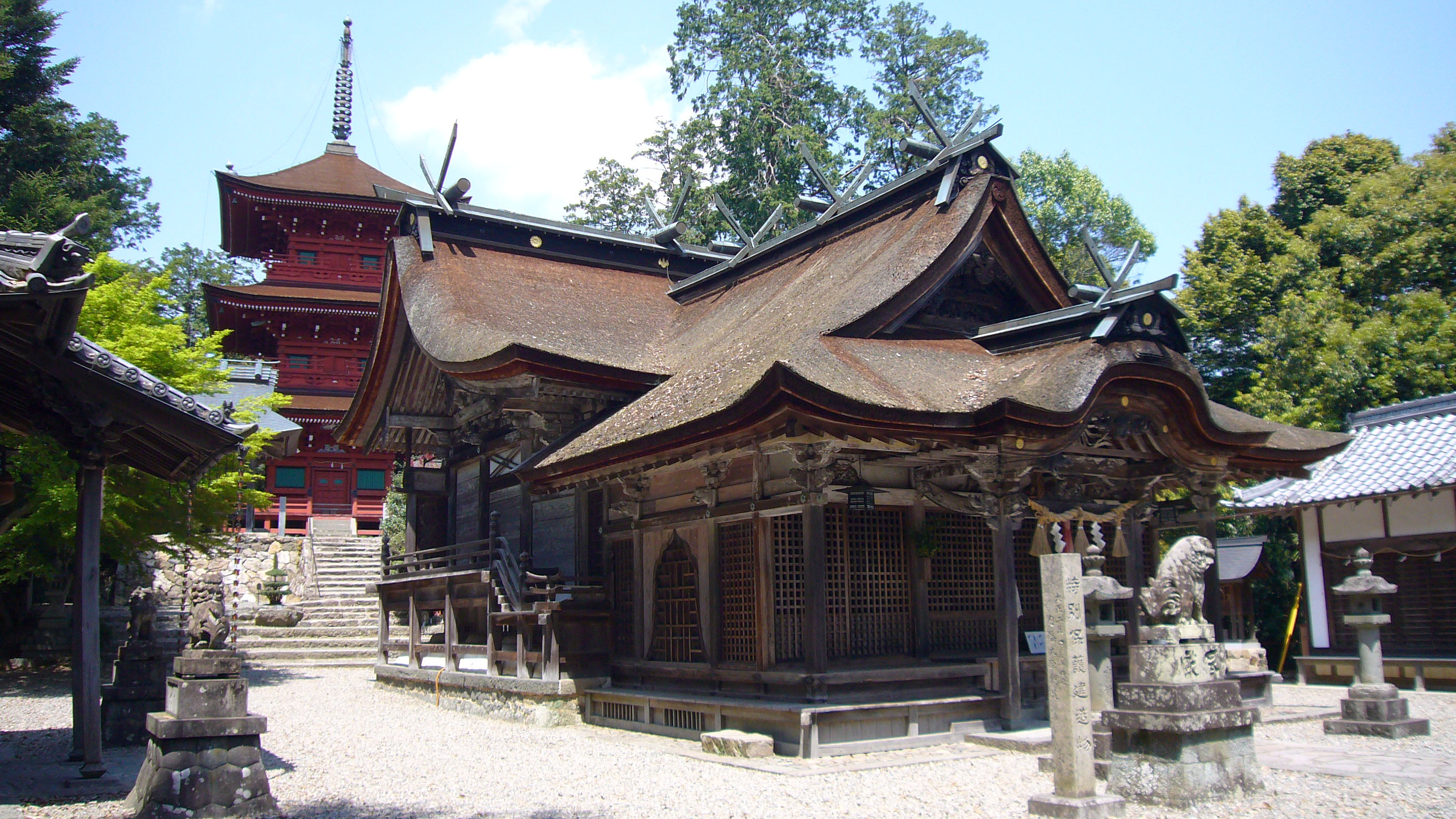
Дзиндзя Кайбара Хатиман, Тамба

Нобунага очень интересовался чужеземными культурами, особенно западноевропейскими. Значительное количество западной христианской культуры было привнесено в Японию миссионерами из Европы. Благодаря этому воздействию Япония получила новые продукты питания, новый метод рисования, астрономию, географию, медицинские науки и новые методы печати. Самое главное, торговля с Европой обеспечила армию Нобунаги новым оружием, в том числе ружьями с фитильным замком, аркебузой. Нобунага решил ослабить власть буддийских монастырей, дав покровительство христианству, хотя сам никогда не обращался в христианство. Он убил множество буддийских священников, которые сопротивлялись его власти, и разрушил их храмы-крепости. Деятельность европейских торговцев и католических миссионеров (Алессандро Валиньяно, Луиша Фроиша, Гнеччи-Сольдо Органтино и многих других) в Японии, а также японские предприятия за рубежом придавали этому периоду космополитический колорит.
В период с 1576 по 1579 год Нобунага построил на берегу озера Бива в Адзути семиэтажный замок Адзути, который должен был служить не только неприступным военным укреплением, но и роскошной резиденцией, символом объединения страны.
Закрепив свою власть в регионе Кинай, Нобунага теперь был достаточно силён, чтобы поручить своим генералам подчинить себе отдалённые провинции. Сибата Кацуиэ получил задание завоевать клан Уэсуги в Эттю, Такигава Кадзумасу противостоял провинции Синано, которой управлял сын Сингэна Такэда Кацуёри, а Хасиба Хидэёси получил сложную задачу противостоять клану Мори в районе Тюгоку на западе Хонсю.
В 1575 году Нобунага одержал важную победу над кланом Такэда в битве при Нагасино. Несмотря на сильную репутацию самурайской кавалерии Такэды, Ода Нобунага нанёс ему сокрушительное поражение благодаря аркебузам. Это сражение заставило полностью пересмотреть традиционные японские методы ведения войны.
В 1582 году, после продолжительной кампании, Хидэёси попросил Нобунагу помочь ему преодолеть упорное сопротивление. Нобунага, сделавший остановку в Киото по пути на запад с небольшим отрядом охранников, был внезапно атакован одним из своих недовольных генералов, Акэти Мицухидэ, который восстал против своего сюзерена. Чтобы не попасть в позорный плен, Ода покончил с собой.

## Завершение объединения Хидэёси

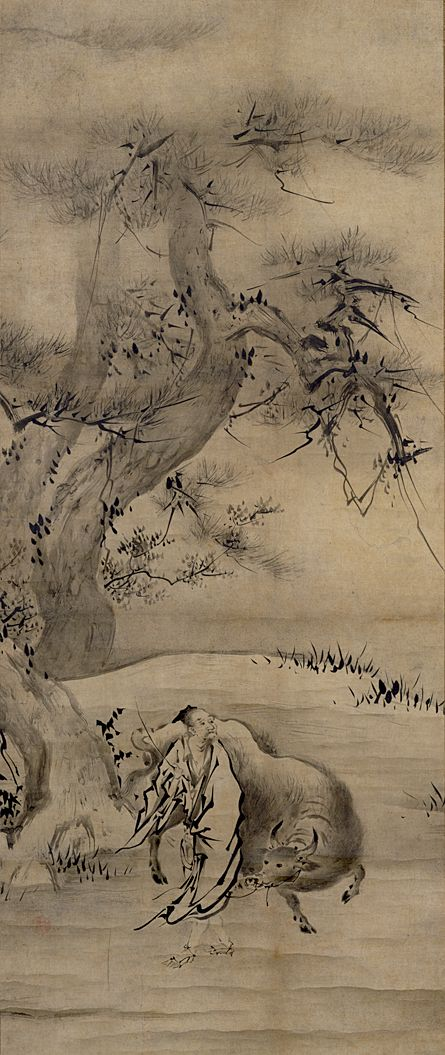
Рисунок Кано Эйтоку, XVII век

Затем последовала схватка между самыми могущественными вассалами Нобунаги, которые старались отомстить за смерть своего господина и тем самым занять доминирующее положение в переговорах о предстоящей реорганизации клана Ода. Ситуация стала ещё более острой, когда стало известно, что старший сын и наследник Нобунаги Ода Нобутада также был убит, оставив клан Ода без явного преемника.
Быстро договорившись о перемирии с кланом Мори до того, как они узнали о смерти Нобунаги, Хидэёси повёл войска форсированным маршем к своему противнику и победил его в битве при Ямадзаки менее чем через две недели. Хотя Хидэёси был простолюдином, прошедшим путь от рядового солдата-пехотинца до ранга генерала, теперь он мог бросить вызов даже самому старшему из наследственных вассалов клана Ода. Он предложил назначить наследником младшего сына Нобутады, Сампоси (который стал известен под именем Ода Хидэнобу), а не взрослого третьего сына Нобунаги, Нобутаку, чьё дело отстаивал Сибата Кацуиэ. Заручившись поддержкой других старших вассалов, включая Ниву Нагахидэ и Икэду Цунэоки, Хидэёси смог назначить Сампоси наследником, а сам Хидэёси стал при нём вторым опекуном.
Однако продолжение политических интриг в конечном итоге привело к открытой конфронтации. После победы над Сибатой в битве при Сидзугатаке в 1583 году и разрешения патовой ситуации с Токугавой Иэясу в битве при Комаки и Нагакуте в 1584 году Хидэёси удалось раз и навсегда решить вопрос о престолонаследии, взять полный контроль над Киото и стать бесспорным правителем бывших владений Оды. Даймё Сикоку из клана Тэсокабе сдался Хидэёси в июле 1585 года, а даймё Кюсю из клана Симадзу сдался два года спустя. Хасибу Хидэёси усыновил род Фудзивара, дав фамилию Тоётоми и высший титул кампаку, представляющий гражданский и военный контроль над всей Японией. К следующему году он заключил союзы с тремя из девяти основных коалиций даймё, и война перекинулась на Сикоку и Кюсю. В 1590 году Хидэёси во главе 200-тысячной армии нанёс поражение клану Го-Ходзё, своему последнему грозному сопернику в восточном Хонсю, при осаде Одавары. Оставшиеся даймё вскоре капитулировали, и военное воссоединение Японии было завершено.

## Вторжение в Корею

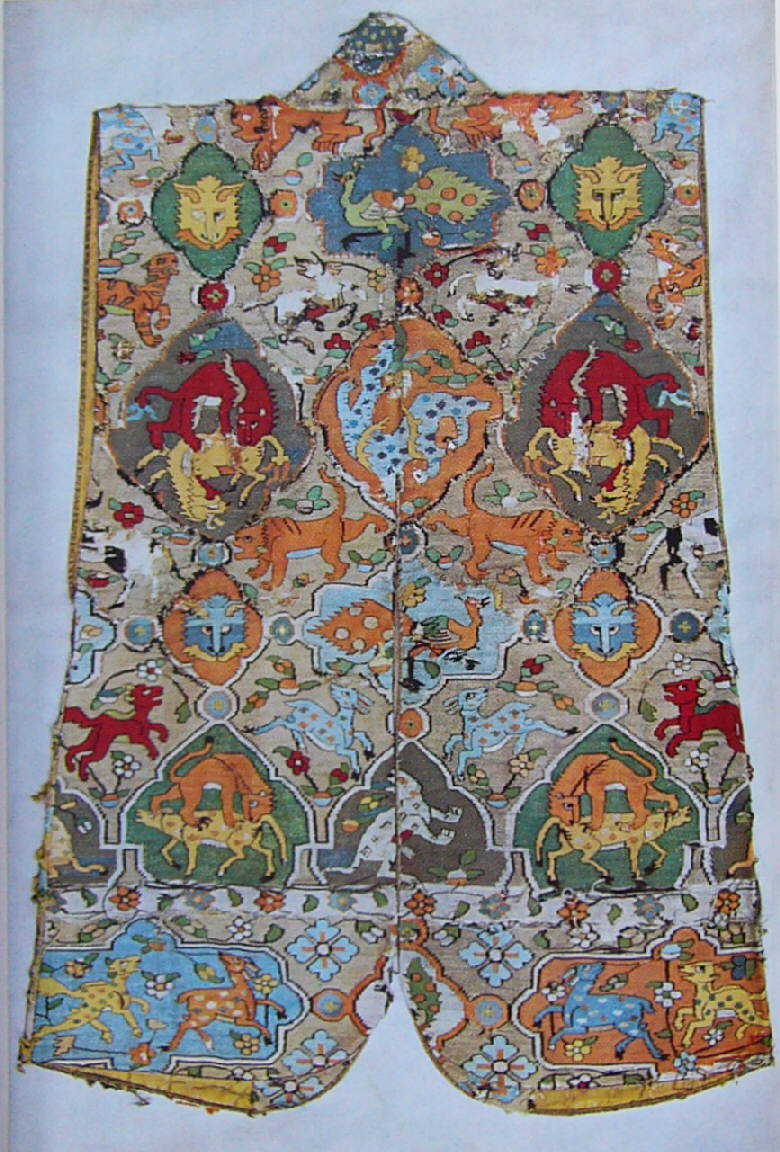
Боевое облачение Тоётоми Хидэёси

Последним сильным желанием Хидэёси было завоевание империи Мин. В апреле 1592 года, получив отказ в безопасном проходе через Корею, Хидэёси послал 200-тысячную армию, чтобы вторгнуться и пройти через Корею силой. Во время японского вторжения в Корею (1592—1598) японцы оккупировали Сеул к маю 1592 года, и в течение трёх месяцев после вторжения японцы достигли Пхеньяна. Король Сонджо бежал, а Като Киёмаса схватил двоих корейских принцев. Сонджо направил эмиссара ко двору династии Мин с настоятельной просьбой о военной помощи. Китайский император послал адмирала Чэнь Линя и командующего Ли Жусуна на помощь корейцам. Командир Ли вытеснил японцев из северной части Корейского полуострова. К январю 1593 года японцы были вынуждены отступить до южной части Корейского полуострова и контратаковали Ли Жусуна. Эта борьба зашла в тупик, и Япония и Китай в конце концов вступили в мирные переговоры.
Во время мирных переговоров, последовавших между 1593 и 1597 годами, Хидэёси, видя Японию равной Минскому Китаю, потребовал раздела Кореи, статуса свободной торговли и китайской принцессы в качестве супруги императора. Чосонские и китайские лидеры не видели причин уступать таким требованиям и относиться к захватчикам как к равным в торговой системе Мин. Таким образом, просьбы Японии были отклонены, и мирные усилия зашли в тупик.
Второе вторжение в Корею началось в 1597 году, но оно также закончилось неудачей, поскольку японские войска столкнулись с лучше организованной корейской обороной и растущим участием Китая в конфликте. После смерти Хидэёси в 1598 году его назначенному преемнику Тоётоми Хидэёри было всего 5 лет. В результате внутриполитическая ситуация в Японии снова стала нестабильной, что затруднило продолжение войны и заставило японцев уйти из Кореи. На этом этапе большинство оставшихся японских военачальников были больше озабочены внутренними сражениями и неизбежной борьбой за контроль над сёгунатом.

## Сэкигахара и конец правления рода Тоётоми
Хидэёси на смертном одре назначил группу самых могущественных кланов Японии — Токугава, Маэда, Укита, Уэсуги, Мури — править советом из пяти старейшин, пока его маленький сын Хидэёри не достигнет совершеннолетия. Тревожный мир продолжался до самой смерти Маэды Тосииэ в 1599 году. После этого Исида Мицунари обвинил Иэясу в нелояльности к роду Тоётоми, что привело к острому политическому кризису, приведшему к битве при Сэкигахаре. Обычно рассматриваемая как последний крупный конфликт периода Адзути-Момояма и Сэнгоку-Дзидай, победа Иэясу в Сэкигахаре ознаменовала конец правления Тоётоми. Три года спустя Иэясу получил титул сёгуна, что ознаменовало начало мирного периода Эдо, который длился свыше двух с половиной веков, вплоть до реставрации Мэйдзи в 1868 году.